# Jenny Galová
Jennifer Eva Carolina „Jenny“ Gal, (* 2. listopadu 1969 Uccle, Belgie) je bývalá reprezentantka Nizozemska a Itálie v judu. Itálii reprezentovala od roku 1998. Je majitelkou bronzové olympijské medaile z roku 1996.

## Sportovní kariéra
Narodila se do multikulturní rodiny — matka Američanka a otec Maďar. Při narození dostala americké občanství, ale rodina se nakonec usadila v Amsterdamu. Tam se narodila její mladší sestra Jessica. S judem začala v 7 letech a byla u začátku vrcholového ženského juda.
První polovinu svojí kariéry byla ve stínu své mladší sestry. Vyrovnala se jí až v roce 1995 a na olympijských hrách v Atlantě jí překonala ziskem olympijské bronzové medaile. Po olympijských hrách se vdala za italského reprezentanta Vismaru a přestěhovala se do Říma. Od roku 1998 reprezentovala Itálii a bez větších potíží se kvalifikovala na olympijské hry v Sydney. Nestačila pouze na své asijské soupeřky a obsadila 5. místo. Vzápětí ukončila sportovní kariéru.

## Výsledky
| Olympijské hry     |    |     |    |     |    |    | úč. |    |     |    | 3. |   |    |     | 5. |  |  |
| Mistrovství světa  | —  | úč. |    | úč. |    | 5. |     | 5. |     | 2. |    | — |    | úč. |    |  |  |
| Mistrovství Evropy | —  | ?   | 3. | 3.  | 5. | 7. | úč. | 7. | úč. | 1. | 3. | — | 5. | 2.  | 5. |  |  |
| ME juniorů         | 1. | —   |    |     |    |    |     |    |     |    |    |   |    |     |    |  |  |